# Voyennes

Voyennes este o comună în departamentul Somme, Franța. În 1 ianuarie 2022 avea o populație de 592 de locuitori.